# One Nation Underground (Ill Niño)
One Nation Underground è il terzo album in studio degli Ill Niño, pubblicato nel 2005.

## Tracce
1. This Is War – 3:46
2. My Resurrection – 2:55
3. What You Deserve – 3:01
4. Turns to Gray – 3:24
5. De la vida – 4:05
6. La liberacion of Our Awakening – 3:45
7. All I Ask For – 3:40
8. Corazon of Mine – 3:30
9. Everything Beautiful – 3:14
10. In This Moment – 3:23
11. My Pleasant Torture – 4:30
12. Barely Breathing – 1:06
13. Violent Saint – 3:47

## Formazione
- Cristian Machado - voce
- Ahrue Luster - chitarra
- Jardel Paisante - chitarra
- Lazaro Pina - basso
- Dave Chavarri - batteria
- Danny Couto - percussioni